# Anders Unell
Anders Unell, född 9 oktober 1785 i Kuddby församling, Östergötlands län, död 19 maj 1855 i Gammalkils församling, Östergötlands län, var en svensk präst.

## Biografi
Anders Unell föddes 1785 i Kuddby socken. Han var son till bonden Anders Andersson och Kerstin Botvidsdotter. Unell blev 1807 student vid Uppsala universitet och avlade filosofie magisterexamen 1815. Han blev 19 oktober 1816 kollega vid Linköpings trivialskola och  24 januari 1827 rektor vid skolan. Unell prästvigdes 1 augusti 1828 och blev 18 mars 1829 kyrkoherde i Gammalkils församling, tillträdde 1830. Han blev 20 mars 1833 prost. Unell avled 1855 i Gammalkils socken.

### Familj
Unell gifte sig 20 september 1823 med Sofia Carolina Svahn (1796–1852), dotter till häradshövdingen Carl Henrik Svahn och Sofia Carolina Ekbom. De fick tillsammans barnen Teodor Unell (1824–1825), Carl Anders Unell (1825–1826) och Anna Carolina Unell (1827–1898) som var gift med bryggaren Henrik Vilhelm Holm i Linköping.